# Dolisie
Dolisie, även känd som Loubomo, är en stad (franska: commune) i västra Kongo-Brazzaville som ligger i kustregnskogens östra rand. Staden är ett viktigt kommersiellt centrum, och är även känd för sitt nattliv. Staden uppskattades 2018 ha 117 920 invånare. 1938 anlade Svenska missionsförbundet Dolisie missionsstation.